# Schriesheim
Schriesheim este un oraș din landul Baden-Württemberg, Germania.